# Selina Bübl

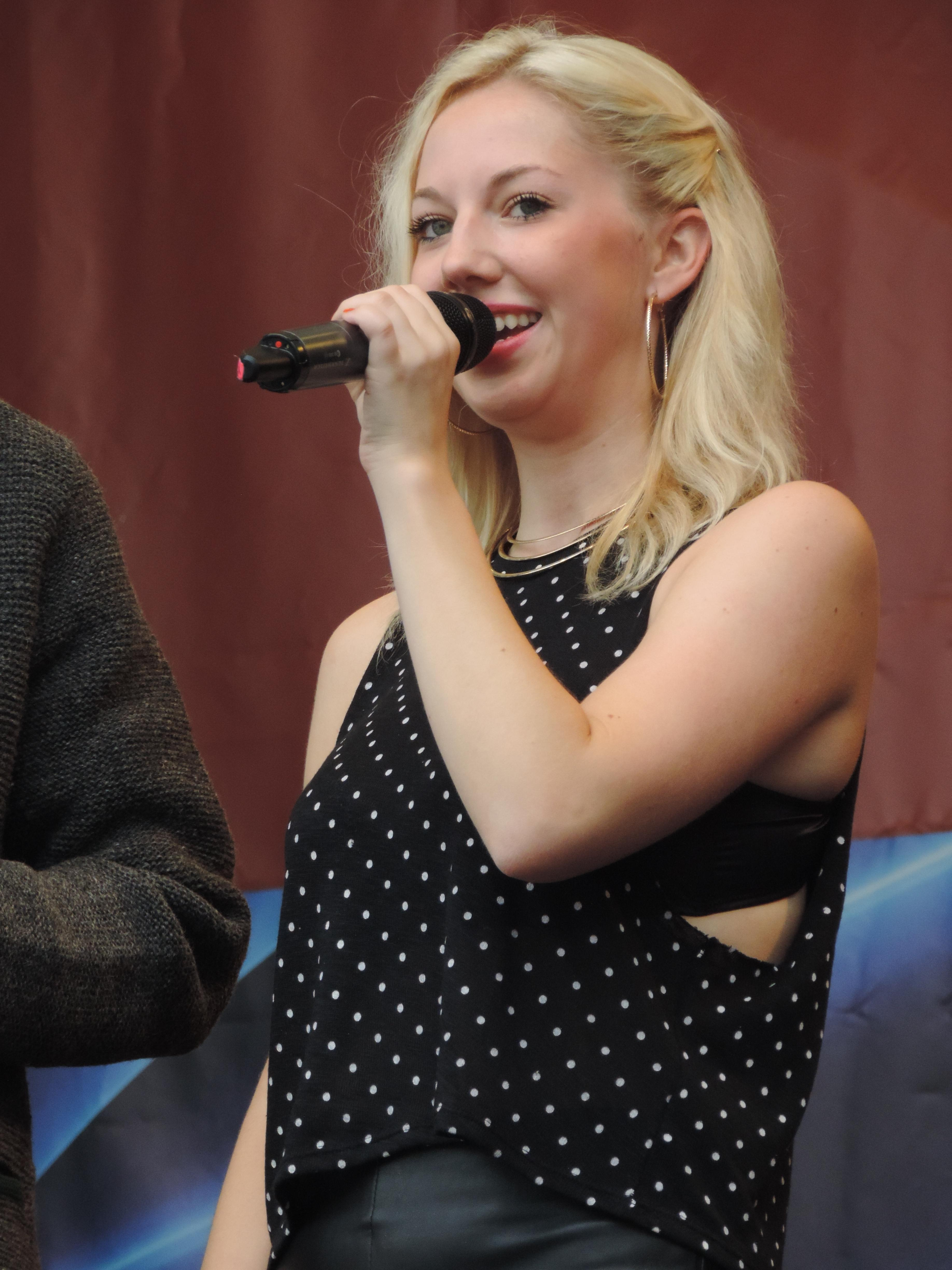
Selina Bübl (2014)

Selina Bübl (* 15. Juli 1992 in Voitsberg) ist eine österreichische Musikerin. 

## Leben
Bübl besuchte das katholische Ursulinenkloster in Graz, wo sie auch Gesangsunterricht erhielt. Später schloss sie sich zunächst verschiedenen Coverbands an, bis sie den Produzenten Alexander Kahr kennenlernte. Im Jahr 2011 hat sie mit dem Pseudonym Sellyy am nationalen Vorentscheid zum Eurovision Song Contest Guten Morgen Düsseldorf teilgenommen.

## Diskografie

### Studioalben
- 2011: Lethargie (JoJo Records)

### Singles
- 2010: Alles schläft (Hitproof)
- 2010: Easy Come (Hitproof)
- 2011: Lethargie (Hitproof)
- 2013: Du küsst wie der Teufel (Wiwa Music)
- 2013: Steh endlich zu mir (Wiwa Music)
- 2013: Engel auf Zeit (Wiwa Music)
- 2015: Liebesblind (Wiwa Music)
- 2015: Du bist der Richtige (Wiwa Music)
- 2017: Bianco (Universal Music GmbH)